# Ekeren
Ekeren (Ausspracheⓘ) ist ein Stadtbezirk (District) im Westen der belgischen Stadt Antwerpen.

## Geschichte
Die älteste bekannte Erwähnung des Ortsnamens datiert aus dem Jahr 1155. Zu Beginn des 16. Jahrhunderts konsolidierte sich die Herrschaft Ekeren, die zu den größten Herrschaften im Herzogtum Brabant zählte und neben dem Ort Ekeren auch das Gebiet der Gemeinden Hoevenen (seit 1977 Teil von Stabroek), Brasschaat und Kapellen sowie Teile der heutigen Kernstadt Antwerpen umfasste. Während des Spanischen Erbfolgekrieges fand hier am 30. Juni 1703 die Schlacht von Ekeren zwischen niederländischen und französischen Truppen statt. Im Gefolge der Französischen Revolution und der Annexion durch Frankreich nach dem Ersten Koalitionskrieg wurde Ekeren zu einer Gemeinde im Département Deux-Nèthes. 1795 wurde Hoevenen eine selbstständige Gemeinde, war aber von 1828 bis Ende 1865 erneut Teil von Ekeren. Kapellen wurde 1801 und Brasschaat 1830 von Ekeren abgetrennt. Mit der Ausweitung des Hafens von Antwerpen musste Ekeren am 22. März 1929 Gebiete an Antwerpen abgeben.
Unter der deutschen Besatzung Belgiens im Zweiten Weltkrieg gehörte der größte Teil Ekerens 1942 bis 1944 zur neu eingerichteten Verwaltungseinheit „Groß-Antwerpen“ (Groot-Antwerpen).
Am 1. Januar 1983 wurde die selbstständige Gemeinde Ekeren aufgelöst und größtenteils als Stadtbezirk nach Antwerpen eingemeindet. Ein kleinerer Anteil kam an die Gemeinde Kapellen. Nach der Dezentralisierung der Antwerpener Verwaltung wurde am 1. Januar 2001 erstmals eine eigene Bezirksversammlung (districtsraad) in Ekeren gewählt. Nach der Inkorporierung nach Antwerpen gab es längere Zeit noch Bestrebungen in Ekeren, diese wieder rückgängig zu machen. Im Vorfeld der Kommunalwahlen 2006 agitierten vor allem die damals vereinigte CD&V/N-VA für eine Wiederabspaltung Ekerens, was aber erfolglos blieb. Auch wurde der Wunsch geäußert, dass die Gebiete, die Ekeren 1929 an die Kernstadt Antwerpen verloren hatte, wieder an ersteres angegliedert werden sollten. Der Stadtrat von Antwerpen entsprach am 25. Januar 2016 diesem Wunsch und mit Wirkung vom 1. Januar 2019 wurden die Stadtteile Rozemaai, Schoonbroek und weitere Gebiete vom Stadtbezirk Antwerpen abgetrennt und an Ekeren angegliedert. Der Stadtbezirk gewann dadurch flächenmäßig 375 Hektar hinzu.

## Bevölkerung
Im Jahr 2025 hatte Ekeren 29.284 Einwohner (5,2 Prozent der gesamten Einwohnerschaft Antwerpens). Die Einwohnerdichte lag mit 2172 Ew./km² etwas unter dem Durchschnitt Antwerpens (2717 Ew./km²). 31,2 Prozent der Einwohner hatten einen Migrationshintergrund (Antwerpen gesamt: 56,5 Prozent).

## Sehenswürdigkeiten
Ekeren verfügt über eine Reihe von architektonischen Sehenswürdigkeiten. Der Hof van Veltwijck ist ein Wasserschloss im traditionellen Backstein- und Sandsteinstil aus dem 16. Jahrhundert, gelegen in einem Landschaftspark. Die Villa Geniets (auch Villa Van de Poel oder Villa Van Humbeeck) ist ein representatives Stadthaus im Landhausstil aus dem Jahr 1901. Die Sint-Lambertuskerk (St. Lambertuskirche) stammt vermutlich aus dem 15. Jahrhundert, wurde aber später mehrfach stark umgebaut. Der Hof Mertens (oder Gulden Poort) ist eine repräsentative Stadtvilla aus dem Jahr 1884 im Stil der flämischen Neorenaissance. Seit 1920 ist das Gebäude in städtischem Besitz und wurde zu verschiedenen Zwecken genutzt (seit 1972 als Polizeiwache).

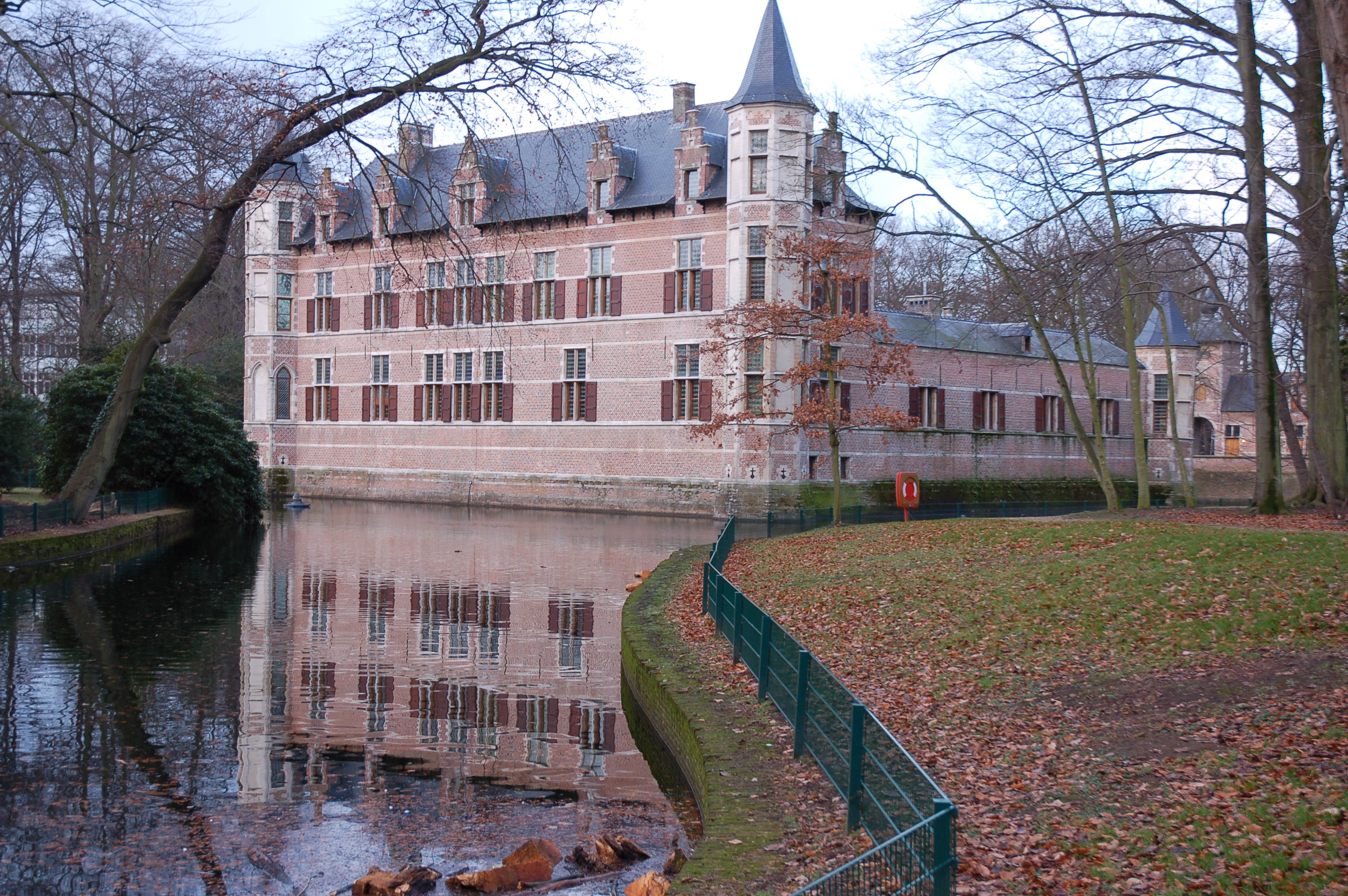
Hof van Veltwijck
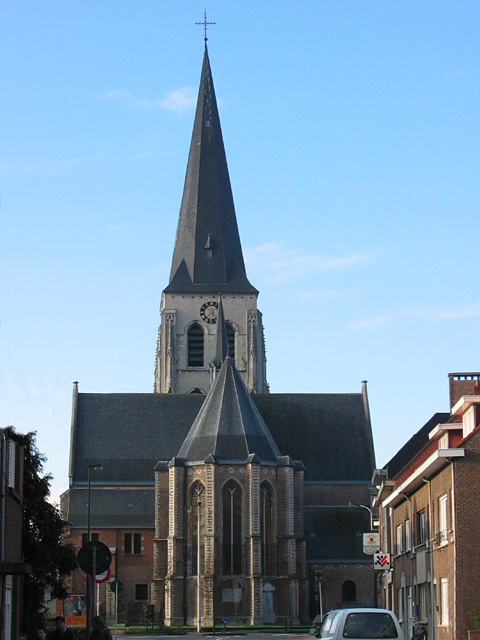
Sint-Lambertus
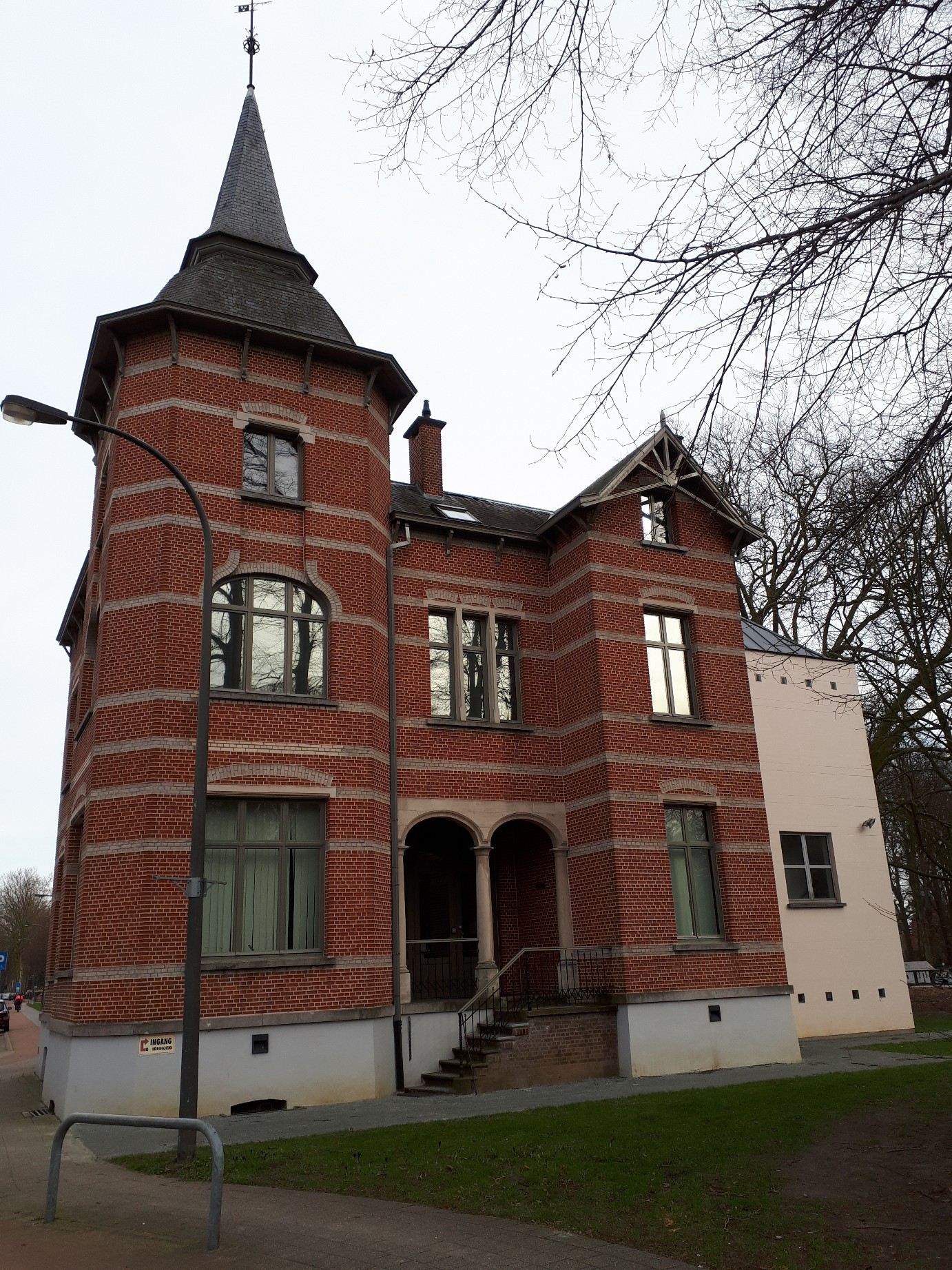
Villa Geniets
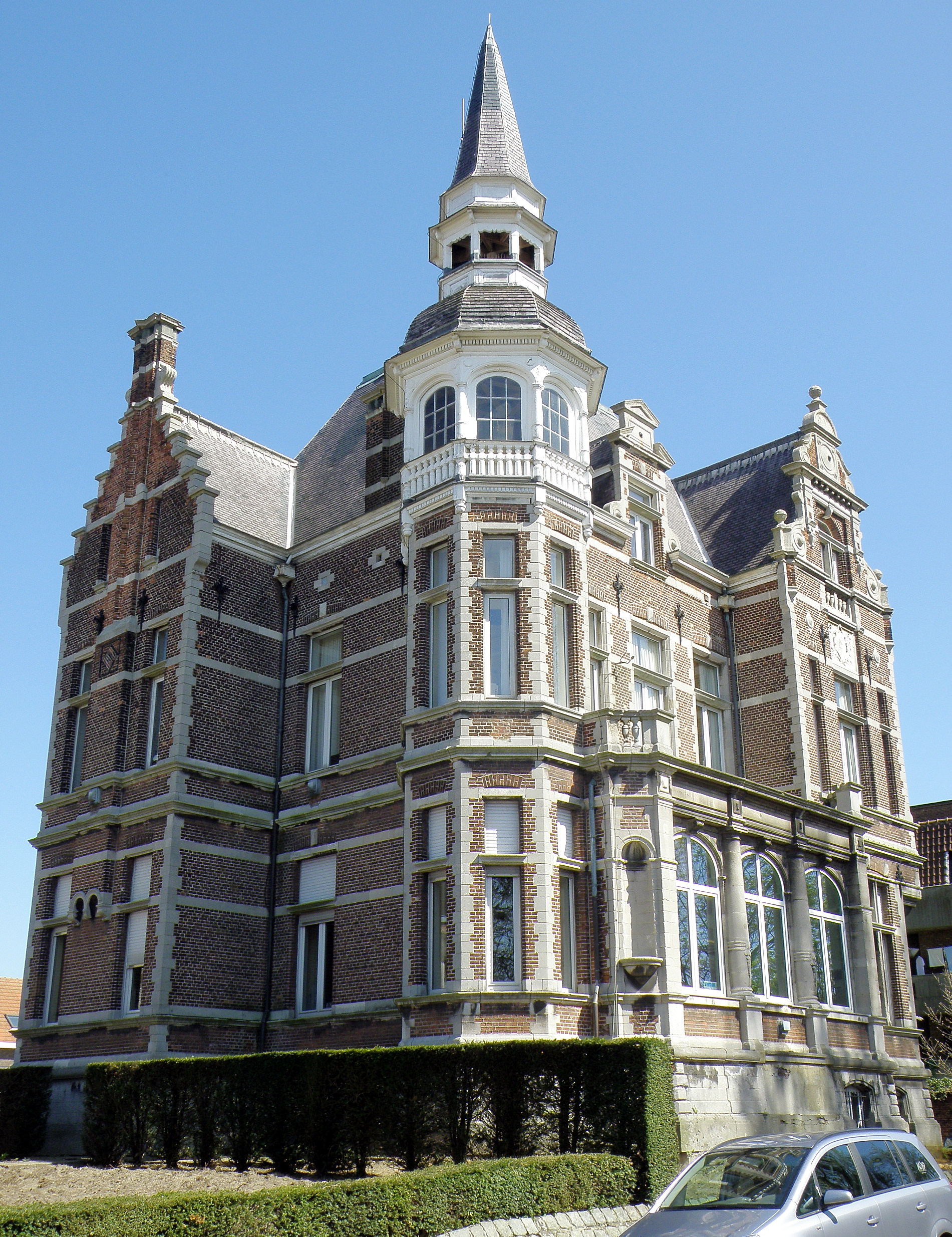
Hof Mertens

## Sonstiges
Am 4. Februar / 25. März 1979 schloss die damals noch selbständige Gemeinde Ekeren mit der deutschen Stadt Andernach ein Partnerschaftsabkommen.

## Personen mit Bezug zu Ekeren
- Toby Alderweireld (1989), Fußballspieler
- Sanne Cant (1990), Radsportlerin
- Philippe De Backer (1978), Politiker
- Monica De Coninck (1956), ehem. Ministerin
- Frans Daneels (1941), Bischof
- Filip Dewinter (1962), Politiker
- Jacob Duym, Dichter und Historiker
- Paul Maes (* 1943), Radrennfahrer
- Alfons Matthysen (1890–1963), Bischof
- Jacques-Antoine Moerenhout (1796–1876), Forschungsreisender, Ethnologe und Diplomat
- Ferdinand Pauwels (1830–1904), Historienmaler
- Kevin Pauwels (1984), Radsportler
- Gerard Van Caelenberge, General, Stabschef
- Dora van der Groen (1927–2015), Schauspielerin, Film- und Theaterregisseurin
- Edwig Van Hooydonck (1966), Radsportler